# Moesgård Vikingetræf
Moesgård Vikingetræf er et årligt tilbagevendende reenactmentevent, der foregår i den sidste uge af juli i Aarhus. Arrangementet inkluderer et vikingemarked og forskellige kampopvisninger. Det er det største vikingemarked i Danmark. Selve markedet foregår på Moesgård Strand ved Moesgård Museum, og består af en teltlejr der opstilles til ugen, hvor der er smede, køkkener, markedsboder, der forsøger at efterligne Store Hedenske Hær. De sidste to dage af ugen er der turneringer med dueller og egentlige slag, hvor op mod 1000 personer deltager. Arrangementet er verdens største vikingetræf.
Moesgård Vikingetræf blev afholdt første gang i 1977, hvor det blev arrangeret af Moesgård Museum, der tidligere havde afholdt en weekend med foredrag og håndværk for børn. Dronning Margrethe og hendes to sønner, Kronprins Frederik og prins Joachim besøgte arrangementet. I 1977 blev det udvidet til en hel uges arrangement med et marked, hvor der blev solgt smykker, tøj og våben. Markedet er siden vokset kraftigt, og det er nu det største af sin slags i Skandinavien. I 2015 deltog omkring 1400 aktører, samt flere islandske heste, og der kom omkring 23.000 besøgende. Året efter, i 2016, havde man 1.100 aktører. Det arrangerede slag på markedet blev optaget til DR1s dokumentarserie Historien om Danmark og brugt i det tredje afsnit, der omhandlede vikingetiden.
I 2017, hvor arrangementet havde 40 år jubilæum, deltog omkring 1350 og omkring 80 boder.